# Каш, Амос Маркович
Амо́с Ма́ркович Каш (15 (27) июня 1868, Санкт-Петербург, Российская империя — 4 декабря 1948, Москва, СССР, РСФСР) — офицер Русской императорской армии, военный электротехник, спортсмен: серебряный призёр Олимпийских игр 1912 года в Стокгольме в командной стрельбе из пистолета, участник Первой мировой войны.

## Биография
Родился 15 (27) июня 1868 года в Санкт-Петербурге. Из дворян Петербургской губернии, православного вероисповедания.
Воспитывался в 1-м кадетском корпусе (Санкт-Петербург).
1 сентября 1886 года вступил в военную службу в 1-е военное Павловское училище юнкером. В августе 1888 года, окончив училище по 1-му разряду, произведен из юнкеров в подпоручики (со старшинством в чине с 07.08.1887) и назначен на службу в 1-й стрелковый батальон (г. Плоцк). Затем обучался в Офицерском электротехническом классе, курс которого окончил по 1-му разряду; — военный электротехник. Служил в электротехнической роте, состоял в постоянном составе электротехнической школы.
С апреля 1892 года — поручик, с августа 1899 — штабс-капитан, с августа 1900 — капитан (со старшинством с 06.05.1900), с ноября 1914 — подполковник.
На период 1899—1909 годов Амос Каш — начальник центральной станции С.-Петербургского военно-полицейского телеграфа. Числился по инженерным войскам. Автор нескольких запатентованных изобретений в области электротехники и телеграфии.
В 1905 году завоевал серебряную медаль чемпионата России по стрельбе из дуэльного пистолета.
17 апреля 1909 года капитан Каш был переведен в 10-й саперный батальон (Петербургский военный округ).
С 12 сентября 1909 года — числился в запасе инженерных войск, затем, с 25 июля 1911 года, был определён в службу во 2-ю Кронштадтскую крепостную минную роту капитаном, со старшинством с 25.04.1901. В августе 1912 года был назначен начальником Либавского крепостного военного телеграфа.
В 1912 году Амос Каш участвовал в 5-х летних Олимпийских играх в Стокгольме. Серебряный призёр в командной стрельбе из пистолета (с 30 метров). Принимал также участие в стрельбе с 25 метров, где был на 28-м месте, а с 50 метров оказался на 46-м месте. Кроме него, в олимпийскую команду по стрельбе, завоевавшую серебряные медали, входили офицеры Русской императорской армии Павел Войлошников, Николай Мельницкий и Георгий Пантелеймонов.
В 1913 году стал чемпионом Первой российской олимпиады в стрельбе из произвольного пистолета.
В мае 1914 года Амос Каш был переведен в Кронштадтскую крепостную военно-телеграфную роту, затем, в ноябре 1914 года, назначен командиром 1-й Кронштадтской крепостной саперной роты.
Участник Первой мировой войны. В чине подполковника служил в сформированном в конце 1914 года 26-м саперном батальоне, куда был переведен Высочайшим Приказом от 24.12.1914. В феврале 1917 года подполковнику 26-го саперного батальона Амосу Кашу было установлено старшинство в чине подполковника — с 03.11.1913.
В июне 1917 года подполковник Каш был назначен исполняющим должность заведывающего инженерной частью этапно-хозяйственного отдела штаба 5-й Армии (Северного фронта), с зачислением по инженерным войскам, а в июле 1917 года — переведен в 1-й запасный телеграфно-прожекторный полк.
В октябре 1917 года 1-й запасный телеграфно-прожекторный полк встал на сторону большевиков. Каш был послан полковым революционным комитетом в Петроград, где встречался с Лениным. Служил в оперативном отделе штаба Реввоенсовета Республики консультантом по техническим вопросам, заведовал радиосвязью. В октябре 1919 года стал инспектором в управлении связи Красной армии и ездил в командировки на фронт. В июле 1921 года был демобилизован, остался на службе добровольцем, принял красную присягу. Преподавал в Высшей военной школе связи.
Стал одним из первых тренеров-инструкторов советской стрелковой школы. В 1923 году выиграл чемпионат СССР по стрельбе.
После выхода на пенсию жил в Москве.
Умер 4 декабря 1948 года. Похоронен в Москве на Ваганьковском кладбище.

## Спортивные достижения
- Серебряный призёр Олимпийских игр (командная стрельба из пистолета) — 1912
- Победитель Первой российской олимпиады (произвольный пистолет) — 1913[11]
- Чемпион СССР (стрельба из револьвера) — 1923[17]
- Серебряный призёр чемпионата России (дуэльный пистолет) — 1905[6]
- Бронзовый призёр чемпионата СССР (произвольный пистолет) — 1924[18]
- Серебряный призёр первенства РККА (стрельба из револьвера) — 1923[19]

## Награды
- Орден Святого Станислава III степени (ВП от 25.01.1895)
- Медаль «В память царствования императора Александра III» (1896)
- Орден Святой Анны III степени (ВП от 01.01.1901, стр. 81)
- Орден Святого Станислава II степени (ВП от 06.12.1905, стр. 67)
- Медаль «В память 300-летия царствования дома Романовых» (1913)
- Орден Святой Анны II степени (ВП от 15.06.1915), — «…за отлично-усердную службу и труды, понесённые во время военных действий»
- Орден Святого Владимира IV степени с мечами и бантом (ВП от 27.08.1915)

## Семья
Был женат на Евгении Ивановне Каш (Семено́вич) — дочери преподавателя 1-й московской мужской гимназии Ивана Григорьевича Семено́вича. Супруги имели троих детей: двух сыновей и дочь. 
- Дочь — Галина Каше (1908—1986), российский педагог-дефектолог, кандидат педагогических наук (1956).